# نموذج اندماج نيويل داجانزو
نموذج نيويل – داغانزو للدمج (بالانجليزية : Newell–Daganzo merge model) هو نموذج نظرية حركة المرور يقترح قاعدة بسيطة لتحديد معدل التدفق في نقطة اندماج (مثل ملتقى طريقين). سُمي النموذج بهذا الاسم نسبةً إلى غوردون إف. نيويل وكارلوس داغانزو.

## خلفية
تنشأ مشكلات الاندماج عندما يتقاطع تدفقان مروريان عند نقطة يتعين فيها دمج المركبات من مسارين في مسار واحد. اقترح نيويل وداغانزو نموذجًا يستند إلى مبدأين أساسيين:
- إعطاء الأولوية للطريق ذي الأفضلية (مثل الطريق السريع مقابل منحدر الدخول).

- تقاسم التدفق المتبقي بشكل نسبي بين المسارين حسب العرض المتاح.

## وصف النموذج
يعتمد النموذج على تحديد الحد الأقصى للتدفق الممكن في نقطة الاندماج (عادةً ما يكون الحد الأقصى للطريق الموحد بعد الدمج)، ثم يتم تحديد مقدار التدفق المسموح من كل من الطريقين المتقاربين بناءً على الطلب (عدد المركبات القادمة) والقدرة الاستيعابية للطريق الموحد. النموذج لا يعتمد على خصائص فردية للمركبات، بل على خصائص تدفق مرورية إجمالية.

## الأهمية
يُستخدم نموذج نيويل–داغانزو على نطاق واسع في محاكاة حركة المرور، خاصةً في الشبكات المعقدة أو نظم النقل الذكية (ITS). يتميز ببساطته وفعاليته، وقد تم تبنيه في عدة نماذج خلوية للمرور ونماذج استمرارية.